# دون إيويل
دون إيويل (بالإنجليزية: Don Ewell)‏ هو عازف جاز وعازف بيانو أمريكي، ولد في 14 نوفمبر 1916 في بالتيمور في الولايات المتحدة، وتوفي في 9 أغسطس 1983 في فورت لودرديل في الولايات المتحدة.

## وصلات خارجية
- دون إيويل على موقع ميوزك برينز (الإنجليزية)
- دون إيويل على موقع أول ميوزيك (الإنجليزية)
- دون إيويل على موقع ديسكوغز (الإنجليزية)